# Francisco Candil Calvo
Francisco Candil y Calvo (Priego de Córdoba, 25 de mayo de 1887-ibídem, 28 de enero de 1959) fue un jurista español, Catedrático de Derecho Civil en la Universidad de Murcia, de Derecho Mercantil en la Universidad de Sevilla y Rector de esta última durante la II República Española.

## Biografía
Pertenecía a una familia de la burguesía culta y era hijo de Pedro Candil Palomeque, abogado de los tribunales del Estado, natural de Carcabuey (Córdoba) y de María Mercedes Calvo Lozano, natural de Priego (Córdoba). Estudió el bachillerato en el Colegio de Jesús Nazareno de Granada y en el Instituto Aguilar y Eslava de Cabra (Córdoba). Después ingresó en la Facultad de Derecho en la Universidad Central, donde terminó sus estudios con premio extraordinario de licenciatura; allí también realizó el doctorado obteniendo matrícula de honor en todas las asignaturas con la tesis que llevaba por título Necesidad del Catastro Parcelario; su título fue expedido el 16 de junio de 1920 y el de catedrático numerario de Facultad el 30 de septiembre de 1920.
Educado en la ideología krausista de la Institución Libre de Enseñanza, fue alumno de Gumersindo de Azcárate. En 1915, estuvo vinculado a los liberales de Priego con Niceto Alcalá Zamora, pero en las elecciones locales de abril de 1931 votó a favor de la candidatura de la Unión Monárquica a la que pertenecía su amigo Valverde.[cita requerida] Doctor en Derecho, fue pensionado por la Junta para la Ampliación de Estudios de 1911 a 1913 en Alemania, como especialista en Derecho Civil, asistiendo a clases en Halle, Leipzig, Berlín, Nápoles y Roma. El resultado del trabajo de esos años se publicó en el tomo XIII de Anales bajo el título de "Naturaleza jurídica de la promesa de recompensa". Se casó con Asunción Jiménez Pau, con la que tuvo cinco hijos: Pedro, Asunción, Mercedes, Antonio y Francisco. Fue redactor de la Revista de Derecho Privado y dominaba el francés, el alemán y el italiano. También escribió en el periódico de Priego Patria Chica.
En Madrid fue miembro de la Sección de Derecho del Centro de Estudios Históricos dirigida por Felipe Clemente de Diego y allí escribió su Pactum Reservati Domini. Fue catedrático de derecho civil en la Universidad de Murcia (1920-1927) y posteriormente de Derecho Mercantil en la Universidad de Sevilla (1927-1957) en donde ocupó el cargo de Rector durante la II República. Al comenzar la dictadura franquista tuvo que someterse al proceso de depuración y fue suspendido de empleo y sueldo e inhabilitado para cargos directivos y de confianza, pero a los seis meses después de solicitar la revisión, fue confirmado en su cargo de catedrático de Derecho Mercantil de la Universidad de Sevilla.

## Obras
- Discurso leído en la solemne apertura del curso académico de 1942 a 1943 en la Universidad de Sevilla. La cláusula de “Rebus sic Stantibus”. Sevilla: Ed. La Gavidia, 1942.
- La electricidad como objeto de derecho. Conferencia pronunciada en la Real Academia de Jurisprudencia y Legislación, Madrid, 1925.
- Necesidad del catastro parcelario. Madrid: Estanislao Maestre, 1920.
- Pactum reservati dominii. Madrid: Junta de Ampliación de Estudios. Centro de Estudios Históricos. E. Maestre, 1915.
- La naturaleza jurídica de la promesa de recompensa a persona indeterminada. Madrid: Junta de Ampliación de Estudios e investigaciones científicas, 1914.